# (38976) Taeve
38976 Taeve (2000 UR) es un asteroide del cinturón de asteroides descubierto el 21 de octubre de 2000 por G. Lehmann en Volkssternwarte Drebach.